# Xuankongsi
Xuankongtemplet (Det hängande templet 悬空寺), står (hänger) vid foten av Hengshan (恒山), cirka 65 km söder om Datong. Det är byggt på en klippa ca 50 meter ovanför marken.
Templet byggdes år 491 men har delvis byggts om och renoverats under Ming- och Qingdynastierna. Det som gör det hängande templet så uppmärksammat är hur det kan ha klarat av väder och storm på en till synes utsatt position. Ett av svaren kan vara att templet byggdes med hjälp av en unik mekanisk teori där halva längden av takpelarna har satts in i klippan bakom, vilken har blivit templets bärande grund. Detta gör att templet nerifrån ser mest ut som om det hänger i luften med hjälp av några få träpelare. 
Något annat som gör templet ovanligt är att det inuti finns skulpturer på Sakyamuni, Konfucius och Laozi, d.v.s. buddhism, konfucianism och daoism blandat i ett och samma tempel. Byggnaden uppfyller en daoistisk princip med tystnad. Tack vare templets läge är det mycket tyst och stillsamt. Inne i templet finns sammanlagt ett 40-tal rum.
Det hängande templet är efter Yunganggrottorna, en av Datongs huvudattraktioner.